# Ракитњик
Ракитњик (слч. Rakytník) насељено је мјесто са административним статусом сеоске општине (слч. obec) у округу Римавска Собота, у Банскобистричком крају, Словачка Република.

## Становништво
| Година:    | 1994. | 2004.   | 2014.    | 2024.   |
| ---------- | ----- | ------- | -------- | ------- |
| Број људи: | 256   | 260     | 323      | 342     |
| Разлика:   |       | +1,56 % | +24,23 % | +5,88 % |

| Година:    | 2023. | 2024.   |
| ---------- | ----- | ------- |
| Број људи: | 341   | 342     |
| Разлика:   |       | +0,29 % |

Према подацима о броју становника из 2011. године насеље је имало 312 становника.